# Прадье (коммуна)
Прадье́ (фр. и окс. Pradiers) — коммуна во Франции, находится в регионе Овернь. Департамент — Канталь. Входит в состав кантона Алланш. Округ коммуны — Сен-Флур.
Код INSEE коммуны — 15155.
Коммуна расположена приблизительно в 410 км к югу от Парижа, в 60 км южнее Клермон-Феррана, в 55 км к северо-востоку от Орийака.

## Население
Население коммуны на 2008 год составляло 102 человека.
| 1962 | 1968 | 1975 | 1982 | 1990 | 1999 | 2008 |
| ---- | ---- | ---- | ---- | ---- | ---- | ---- |
| 148  | 209  | 174  | 134  | 117  | 111  | 102  |

## Экономика

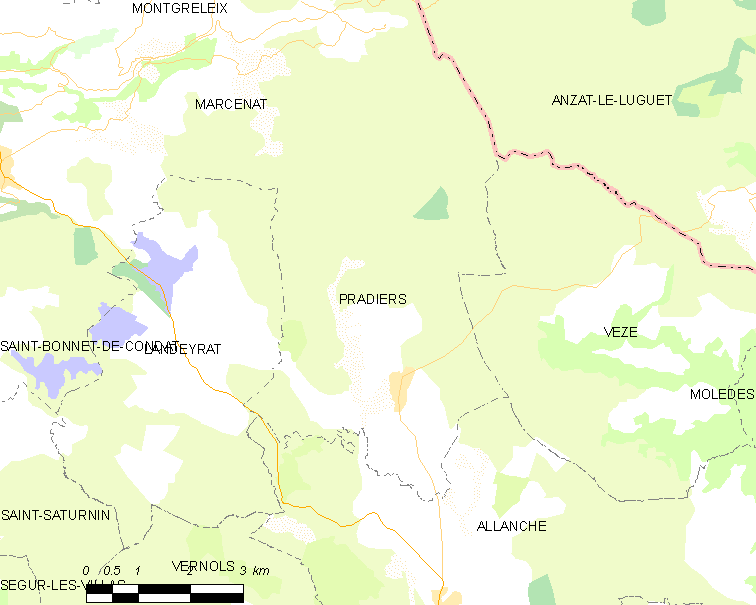
Карта коммуны

В 2007 году среди 70 человек в трудоспособном возрасте (15—64 лет) 54 были экономически активными, 16 — неактивными (показатель активности — 77,1 %, в 1999 году было 57,9 %). Из 54 активных работали 50 человек (29 мужчин и 21 женщина), безработных было 4 (1 мужчина и 3 женщины). Среди 16 неактивных 3 человека были учениками или студентами, 6 — пенсионерами, 7 были неактивными по другим причинам.